# Hôtel d'Avaray
L’hôtel d’Avaray est un hôtel particulier situé au no 85, rue de Grenelle, dans le 7e arrondissement de Paris, en région Île-de-France.
Il est construit à partir de 1718, à la demande de Claude-Théophile de Béziade, marquis d’Avaray, par l’architecte Jean-Baptiste Leroux.
Achevé en 1720, il reste la propriété de la famille de Béziade d’Avaray jusqu’en 1920, il est depuis, la propriété du royaume des Pays-Bas, qui en a  fait son ambassade de 1920 à 1973.
Depuis le déplacement des services diplomatique dans le bâtiment de la rue Éblé, il sert de résidence à l’ambassadeur.
Son hôte actuel est Jan Versteeg depuis 2022.

## Situation
L’hôtel se situe au no 85, rue de Grenelle et est mitoyen de l’hôtel de Bauffremont, au no 87 et se situe non loin de l’hôtel de Matignon, résidence du Premier ministre, sis au no 57, rue de Varenne. Il fait face au temple protestant de Pentemont, affecté depuis 1804 à une Église réformée (calviniste), aujourd'hui membre de l’Église protestante unie de France.

## Histoire

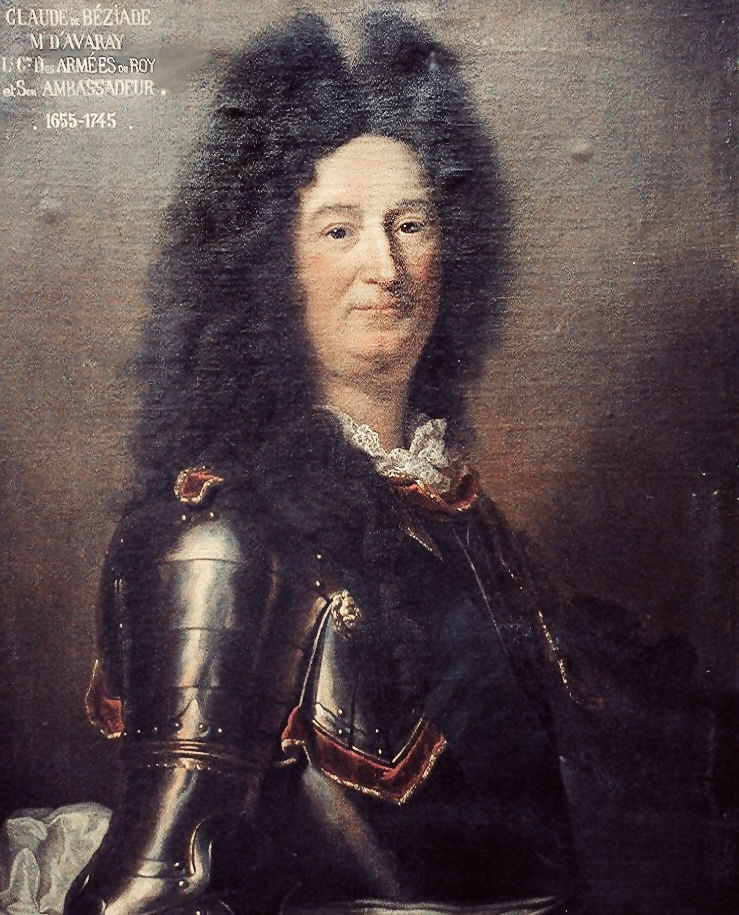
Claude Théophile de Béziade, 2e marquis d'Avaray - Hyacinthe Rigaud - 1716

Le 23 août 1718, l’architecte Jean-Baptiste Leroux acquiert 660 toises et 4 pieds de terres provenant de l’héritage du maître-jardinier Michel Lemire pour la somme de 31 200 livres, afin d’y construire une résidence pour Claude Théophile de Béziade, 2e marquis d'Avaray. Les travaux durent deux ans, sous la houlette du maître-maçon Bossery et coûtent au marquis la somme de 194 000 livres. Fils de Théophile de Béziade d’Avaray, le marquis est lieutenant général et chevalier des Ordres du roi.
En 1707, il s’affiche de façon décisive lors de la bataille d’Almansa, aux côtés du maréchal de Berwick afin d’assurer son trône à Philippe V, roi d’Espagne, petit-fils du roi Louis XIV. Grâce à sa charge de gouverneur des Flandres et du Hainaut, il décore abondamment son hôtel de tapisseries bruxelloises, représentant les saisons, les mois de l’année et autres thèmes mythologiques.

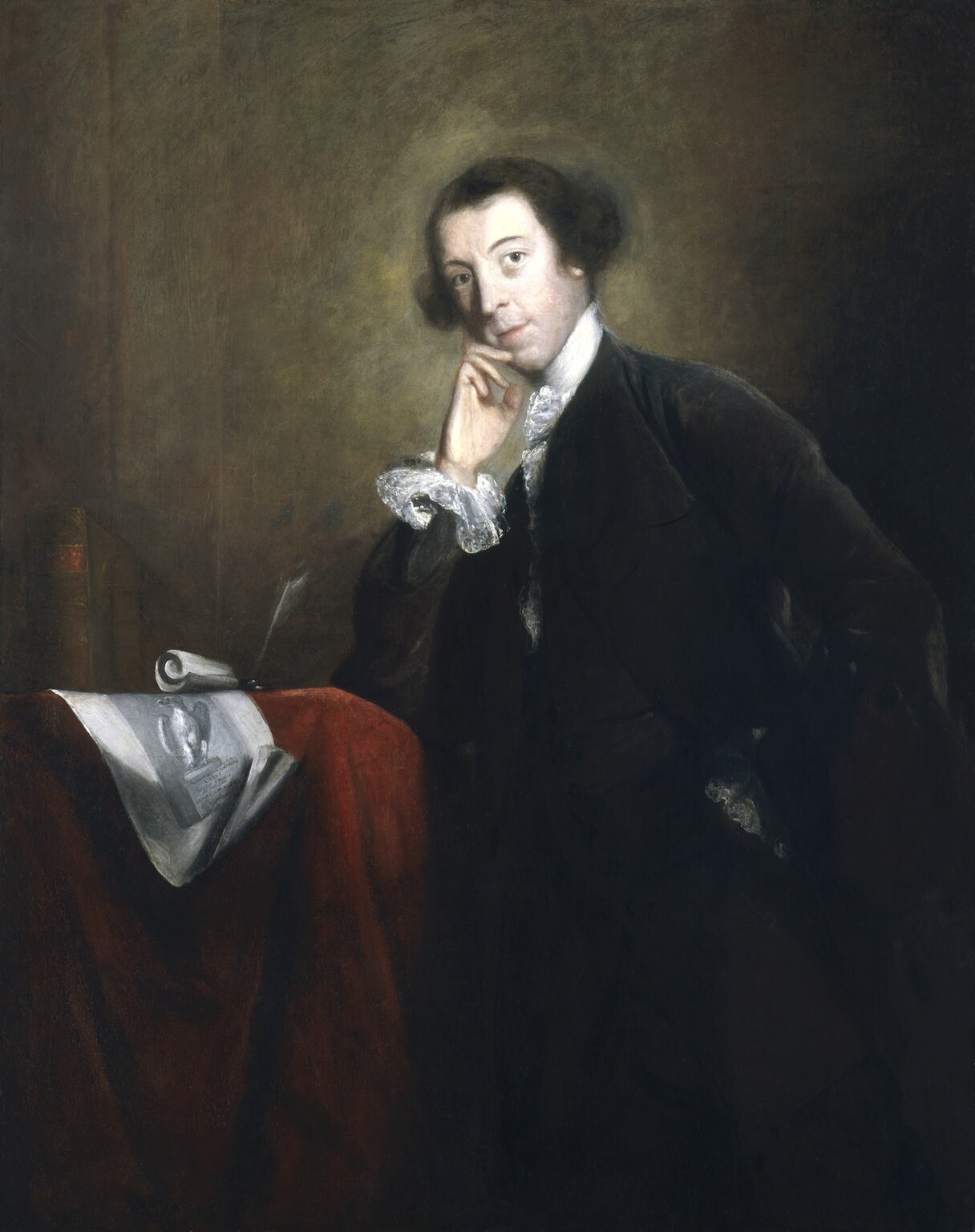
Le baron Walpole

Les charges du marquis font qu’il ne réside pas immédiatement en son hôtel, qu’il loue peu de temps après l’achèvement des travaux à Horace Walpole, envoyé extraordinaire et ministre plénipotentiaire d’Angleterre, futur premier baron Walpole. Ce dernier, frère du Premier ministre, est l’inventeur du concept de “sérendipité”. Ce n’est qu’en 1727, que le marquis, son épouse Catherine Angélique, née Foucault, et trois de leurs quatre enfants viennent habiter l’hôtel. Le couple avait perdu leur fils aîné, Jean-Théophile, en 1734 lors de la bataille de Guastalla. L’année suivante, le marquis perd son épouse et sa fille aînée, Catherine, toutes deux disparues dans l’hôtel.
Le 6 avril 1745, âgé de 89 ans, le marquis s’éteint en son hôtel, la propriété échoit, en indivision, à ses deux enfants survivants, Charles-Théophile et Olympe Le Picard, marquise d’Aubercourt, née de Béziade d’Avaray. Malheureusement, le 3e marquis d'Avaray s’éteint de la petite vérole le 30 mai 1746, et l’indivision se poursuit entre sa sœur et son fils cadet, Claude-Antoine, lequel finit par accéder à la pleine propriété en 1776, à la mort de sa tante restée sans descendance.
En 1789, survient la Révolution, et le marquis et son épouse Angélique Adélaïde Sophie de Mailly-Nesle, cousine des célèbres sœurs de Nesle et maîtresses du roi Louis XV, se retirent en leur château d’Avaray, tandis que l’ensemble de la famille, opposé fermement aux idées nouvelles, émigre vers la Belgique dès 1791. L’hôtel, confisqué comme bien d’émigrés, le marquis et la marquise, restés en France, ne doivent leur salut qu’à la chute de Robespierre le 8 thermidor An II (26 juillet 1794). En 1794, le couple perd son fils cadet, Armand-Louis, durant la bataille de Gesté, suit, après leur retour à Paris au début des années 1800, leur fille cadette Augustine-Olympe en 1809, Dame d’honneur de la comtesse de Provence.

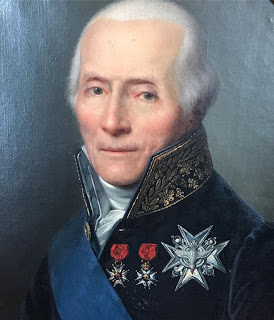
Le 2e duc d'Avaray

En 1811, c’est leur fils aîné, Antoine Louis, titré 1er duc d'Avaray par le roi Louis XVIII, qui meurt sur l’île de Madère, des suites de son exil à Londres et de sa pollution, alors qu’il y accompagnait le roi. Par réversion, le titre revient à son père, Claude-Antoine, 2e duc d'Avaray, qui le transmet à son tour au plus jeune et seul survivant de ses trois fils, Joseph Théophile, après sa disparition dans l’hôtel en 1824. Le 3e duc d'Avaray, soucieux de préserver le peu de famille directe qui lui reste, fait transformer l’hôtel par de coûteux travaux destinés à le diviser en appartements où il loge brièvement sa mère disparue en 1825, puis son unique sœur survivante, Henriette-Élisabeth, marquise de Grave et sa fille Zoé, marquise de Guerry, qu’elle eut avec le marquis Edmé Charles-François de Grave, également décédé lors de la bataille de Gesté. Il y loge également son épouse la duchesse Aimée-Julie, née Michel de Tharon, et leur fils unique, Ange-Édouard.
Le premier étage de l’hôtel accueille également d’autres locataires comme Joseph de Riquet de Caraman, 17e prince de Chimay, et sa famille, puis Vincenzo Mancat-Amat, duc de Vallombrosa et d’Asinara, et sa famille. Une autre partie de l’hôtel est loué notamment à Antoinette-Léontine de Saint-Simon, marquise de Courtomer, mais aussi au marquis et à la marquise Luigi Durazzo.
Le 3e duc d'Avaray et son épouse décèdent à seulement six mois d’intervalle en 1859, et la propriété de l’hôtel revient à leur fils unique, Ange-Édouard. Le 4e duc d'Avaray, y vit avec son épouse Mathilde-Anne, née de Rochechouart-Mortemart et leurs deux enfants, Louise-Marie et Jules-Victor.
En 1887, meurent le duc et la duchesse, puis leur fils, Jules-Victor, en 1894. Louise-Marie meurt tragiquement dans l’incendie du bazar de la Charité à Paris, en 1897. La propriété se transmet alors aux deux fils du 5e duc d'Avaray, Hubert et Élie, qu’il eut avec Irène Séguier, fille du célèbre avocat Pierre-Armand, baron Séguier.
Le 5 avril 1920, c’est Hubert de Béziade, 6e duc d'Avaray, et son neveu, Édouard, plus tard, 7e et dernier duc d'Avaray, qui vendent l’hôtel au royaume des Pays-Bas, son frère Élie étant mort en 1917.
Si l’extérieur de l’hôtel n’a pas subi de modifications, l’intérieur, quant à lui a été très dénaturé, notamment lors de son découpage en appartements au XIXe siècle. Des travaux de rénovation sont engagés dès l’année 1920, ce fût la tâche du premier hôte des lieux, John Loudon, ambassadeur des Pays-Bas en France, de 1919 à 1940.
Ouvert à la visite à l’occasion des Journées européennes du patrimoine, il l’est également toute l’année en fonction de l’agenda diplomatique.

## Description
L’hôtel, comme son voisin, se compose d’un grand corps de bâtiment en L, le reliant à un portail monumental sur la rue, encadré par deux pavillons de communs, abritant cuisines, remises et écuries. La façade sur cour est désaxée par rapport à celle donnant sur le jardin, en raison de l’étroitesse de la parcelle ne permettant pas de réaliser une autre aile en retour, en témoigne le mur de cour mitoyen avec la parcelle voisine, qui est percée de baies factices imitant de vraies baies à l’opposé, afin de conserver une relative symétrie.
L’hôtel est resté dans sa configuration d’origine jusqu’au début du XIXe siècle, où deux campagnes de travaux successives en 1814 et en 1825, ont raison de la disparition de la quasi-totalité des décors intérieurs, à l’exception de l’escalier d’honneur et son hall. Les travaux réalisés dans les années 1920, par le gouvernement des Pays-Bas, ont consisté à ramener l’esprit du XVIIIe siècle.
Le fronton de la façade côté jardin possède les armes de la famille de Béziade, tandis le fronton curviligne du portail monumental possède le blason et la devise nationale des Pays-Bas « Je maintiendrai »
Le rez-de-chaussée de l’hôtel accueille une suite de cinq salons et une bibliothèque, où sont exposées des tapisseries bruxelloises du XVIe siècle et des tapisseries d’Aubusson du XVIIIe siècle, mais également des tableaux de maîtres hollandais du XVIIe siècle, notamment des Ruisdael.
Un cadran solaire se trouve également au centre du jardin.
Les boiseries du Grand Salon dites « aux Trophées », proviennent d’un hôtel particulier situé alors au no 45, rue de Grenelle, détruit lors du percement du boulevard Raspail.
L’hôtel à fait l’objet d’une vaste campagne de restauration dans son ensemble en 2017.

## Anecdote
L’hôtel abritait le plus petit tableau de Paris mesurant 2cmx3cm, recouvert de peinture accidentellement lors de rénovation.

## Au cinéma
L’hôtel sert de cadre à plusieurs films et série tels que :

### Films
- 2002 : Tais-toi ! de Francis Veber - figurant l’hôtel particulier de Vogel.
- 2011 : Intouchables d’Olivier Nakache et Éric Toledano - se substituant à l’hôtel Pozzo di Borgo, alors indisponible.
- 2012 : De l’autre côté du périph de David Charhon - figurant la résidence de Jean-Éric Chaligny
- 2012 : Les Saveurs du palais de Christian Vincent - se substituant au palais de l’Élysée.

### Série
- 2021 : Lupin de George Kay et François Uzan - figurant les scènes intérieures de la résidence familiale d’Hubert Pellegrini, conjointement à l’hôtel Nissim de Camondo pour les scènes extérieures.